# 943 Begonia
943 Begonia este un asteroid din centura principală, descoperit pe 20 octombrie 1920, de Karl Reinmuth.